# Hadi Ghaffari

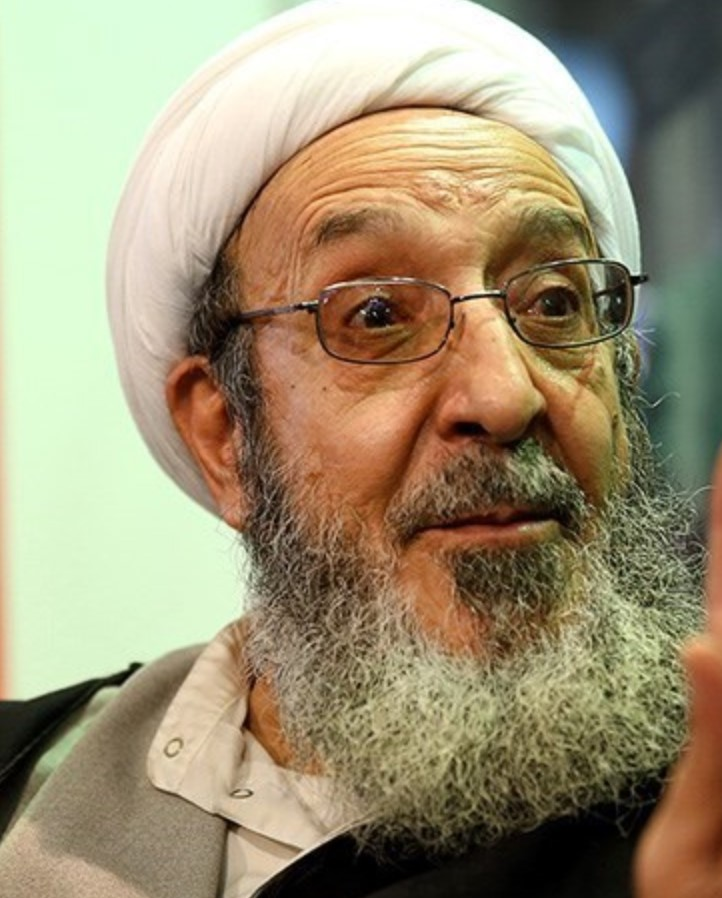
Hadi Ghaffari

Hadi Ghaffari (persisch هادی غفاری, DMG Hādī Ġaffārī; * 25. Juni 1950 in Azarschahr) ist Mullah und Hodschatoleslam und der Chef der iranischen Hisbollahi-Bewegung. Er wird unter anderem beschuldigt, innerhalb der Islamische Revolution den bereits zum Tode verurteilten iranischen Ministerpräsidenten Amir Abbas Hoveyda am 7. April 1979 eigenhändig mit einer Pistole in den Nacken geschossen haben, woraufhin Hoveida stürzte und um den Gnadenschuss bettelte. Exil-Iraner beschuldigten ihn schwerer Menschenrechtsverletzungen, die schließlich 1980 zu Strafanzeige wegen Folterungen von Regimegegnern führte. Er konnte sich aber mit Erfolg verteidigen, da er „nur Vergeltung im Sinne islamischen Rechts geübt“ habe. Ende Februar 1982 bereiste er Westdeutschland, um die iranische Botschaft in Bonn und das Hamburger Konsulat zu inspizieren. Auch wurde er angeblich bei Attacken gegen regierungsfeindliche iranische Studenten auf das Mainzer Studentenwohnheim Inter 1 am 24. März 1982 in westlicher Kleidung auf der gegenüberliegenden Schnellstraße gesehen. Diese Angaben konnten allerdings nicht bestätigt werden.